# 兴义镇 (丰都县)
兴义镇是中国重庆市丰都县下辖的一个镇。

## 行政区划
兴义镇辖1个社区村、14个行政村。
- 社区：胜利居委会
- 村：杨柳寺村、泥巴溪村、天水村、长江村、大池坝村、保家寺村、白家沟村、水天坪村、长沙村、保家炉村、坦铺村、谭洵沟村、石佛场村、双桂场村